# 人口重心
人口重心（じんこうじゅうしん）とは、ある地域に住む人々の居住地点からなる図形の重心である。物理的に説明すれば、その地域に住んでいる全ての人が同じ体重を持つと仮定して、その地域を支えることができる重心となる。

## 人口重心の計算方法
本来ならば1人1人の住民の自宅が所在する経度・緯度をもとに重心を求めるのが望ましいが、これは事実上不可能である。そのため通例は基本単位区（町丁目、市区町村など）の人口データをもとに計算し、単位区の人口は単位区の中心（役場の位置を使うことも）に集中していると考える。
広い地域の人口重心を正確に計算するには、3次元空間上で重心を計算し、それを地表に投影して人口重心とする。これは現在ではコンピュータで簡単に計算できるが、人口重心の統計はコンピュータが普及する以前から取られており、手作業で計算できるように近似計算が行われている。

### 格子による近似
地球の丸みが無視できる程度の狭い地域、あるいは、経緯線の歪みに高次の項がない赤道付近なら、人口重心の経緯度は、経緯度それぞれの平均である。これは経緯線を格子で近似することに相当する。
{\displaystyle {\bar {\phi }}={\frac {\sum w_{i}\phi _{i}}{\sum w_{i}}}}
{\displaystyle {\bar {\lambda }}={\frac {\sum w_{i}\lambda _{i}}{\sum w_{i}}}}
- {\displaystyle {\bar {\phi }},\;{\bar {\lambda }}} 人口重心の緯度、経度
- {\displaystyle \phi _{i},\;\lambda _{i}} 基本単位区の中心点の緯度、経度
- {\displaystyle w_{i}\,} 基本単位区の人口

### 高次の近似
やや正確に計算すると、高緯度ほど経線の間隔が狭まるので、経度の計算に対し緯度に応じた重み付けが必要になる。この式は日本の総務省国勢調査（2005年）や、米国国勢調査（1960年 -）で採用されている。ただし、アメリカ合衆国程度のスケールでは、緯線の湾曲による影響がスケールの二乗で利いてきて、この式では実際よりやや南の結果が出る。
{\displaystyle {\bar {\phi }}={\frac {\sum w_{i}\phi _{i}}{\sum w_{i}}}}
{\displaystyle {\bar {\lambda }}={\frac {\sum w_{i}\lambda _{i}\cos \phi _{i}}{\sum w_{i}\cos \phi _{i}}}}

## 各地の人口重心

### 世界

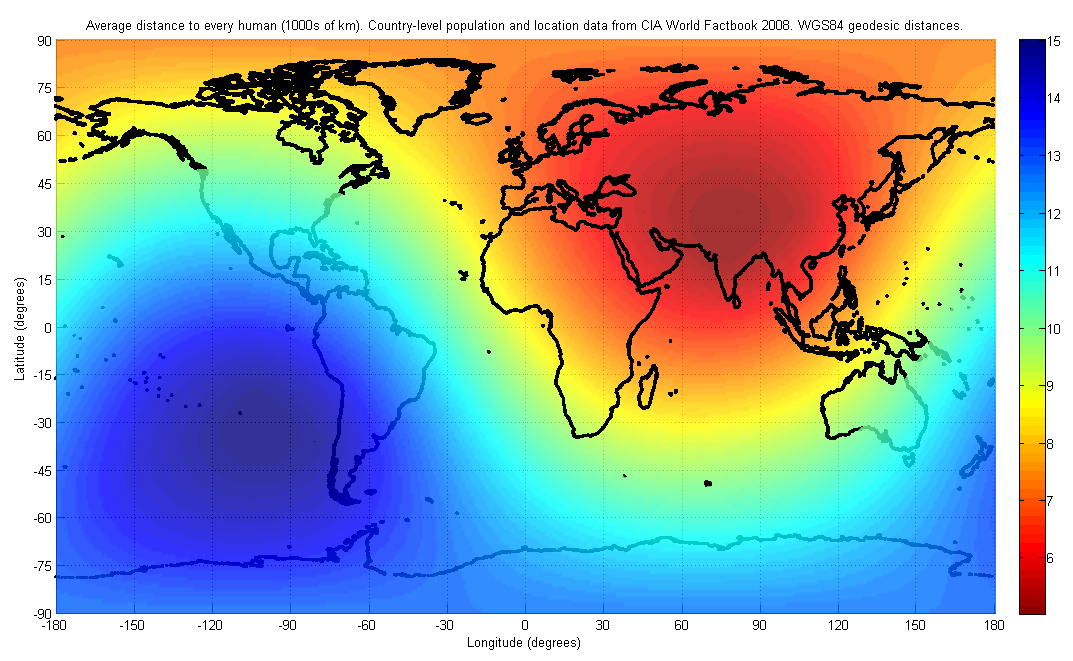
世界の人口中心

定義や計算に使うデータの精度は様々であり、3次元のベクトルにした大都市の人口を平均して地球内部に点を求めたもの、地球表面のグリッドに人口を配置して測地線の和の最短を地球表面上に求めたもの、国別人口に対して測地線の和の最短を地表面上に求めた右図などの例がある。いずれも中央アジア南部から南アジア北部に重心を得ている。

### オーストラリア
オーストラリアの人口重心は1911年から1996年まで、シドニーとアデレードのほぼ中間にあり、ほとんど移動していない。

### スウェーデン
スウェーデンの人口重心は2006年にはエレブルーにあり、南に移動している。

### ドイツ
ドイツの人口重心は2004年にシュパンゲンベルクにあり、西方へ移動している。

### 日本
日本の人口重心は、国勢調査の結果に基づいて総務省統計局から発表されている。
2000年までの算出方法は、市区町村内の全ての人が市区町村役場にいるものと仮定して計算されていた。2005年以降は、「市町村合併の進展を踏まえ、より精緻に算出する観点から、基本単位区の図形中心点にその基本単位区の人口が集まっているものと仮定し」た方法により計算される。
日本では、下記表のとおり、1965年（昭和40年）の国勢調査以降、人口重心はすべて岐阜県に位置する。直近では、2005年以降2020年まで、関市が人口重心となっている。長期的にみると、首都圏への人口の転入超過が続いてきたことなどにより、おおむね東南東方向へ移動している。
日本の人口重心の推移（1965年～2020年）
| 年次           | 東経         | 北緯        | 位置                                                                      | 移動距離 |
| 1965(昭和40)年 | 136 45 46    | 35 39 46    | 岐阜県山県郡美山町円原                                                    | -        |
| 1970(昭和45)年 | 136 51 11    | 35 39 03    | 岐阜県武儀郡洞戸村高賀                                                    | 8.3km    |
| 1975(昭和50)年 | 136 53 08    | 35 38 17    | 岐阜県美濃市 今淵ヶ岳と瓢ヶ岳のほぼ中間                                   | 3.3km    |
| 1980(昭和55)年 | 136 54 08    | 35 38 19    | 岐阜県郡上郡美並村 片知山の北約1200ｍ                                     | 1.5km    |
| 1985(昭和60)年 | 136 55 07    | 35 37 45    | 岐阜県郡上郡美並村 片知山の東約1400ｍ                                     | 1.8km    |
| 1990(平成2)年  | 136 57 06    | 35 37 19    | 岐阜県郡上郡美並村 長良川鉄道半在駅の東北東約650ｍ                        | 3.1km    |
| 1995(平成7)年  | 136 57 55    | 35 37 12    | 岐阜県郡上郡美並村 長良川鉄道半在駅の東約1825ｍ                           | 1.3km    |
| 2000(平成12)年 | 136 58 45    | 35 36 53    | 岐阜県武儀郡武儀町北西部                                                  | 1.4km    |
| 2000(平成12)年 | 136 59 16.83 | 35 36 54.50 | 岐阜県武儀郡武儀町富之保 （武儀郡武儀町立武儀東小学校から北北西約3900ｍ） | -        |
| 2005(平成17)年 | 137 00 27.43 | 35 36 20.65 | 岐阜県関市富之保 （関市立武儀東小学校から北約2260ｍ）                     | 2.1km    |
| 2010(平成22)年 | 137 01 45.46 | 35 35 35.31 | 岐阜県関市富之保 （関市立武儀東小学校から東北東約1835ｍ）                 | 2.4km    |
| 2015(平成27)年 | 137 02 15.84 | 35 34 51.44 | 岐阜県関市中之保 （関市立武儀東小学校から東南東約2452ｍ）                 | 1.6km    |
| 2020(令和2)年  | 137 03 20.44 | 35 34 03.64 | 岐阜県関市中之保 （関市立武儀小学校から東南東約4489ｍ）                   | 2.2km    |

#### 東京都
東京都の人口重心は、2020年時点、北緯35度41分14.68秒 東経139度38分30.69秒 / 北緯35.6874111度 東経139.6418583度、和田堀公園近くの杉並区松ノ木一丁目にある。1955年に国勢調査時は渋谷区明治神宮にあったが、戦後、多摩地域の人口が増えたため西に移動した。
東京23区の人口重心は、2020年時点、北緯35度41分43.03秒 東経139度43分42.27秒 / 北緯35.6952861度 東経139.7284083度、新宿区市谷本村町の防衛省付近にある。

### アメリカ合衆国

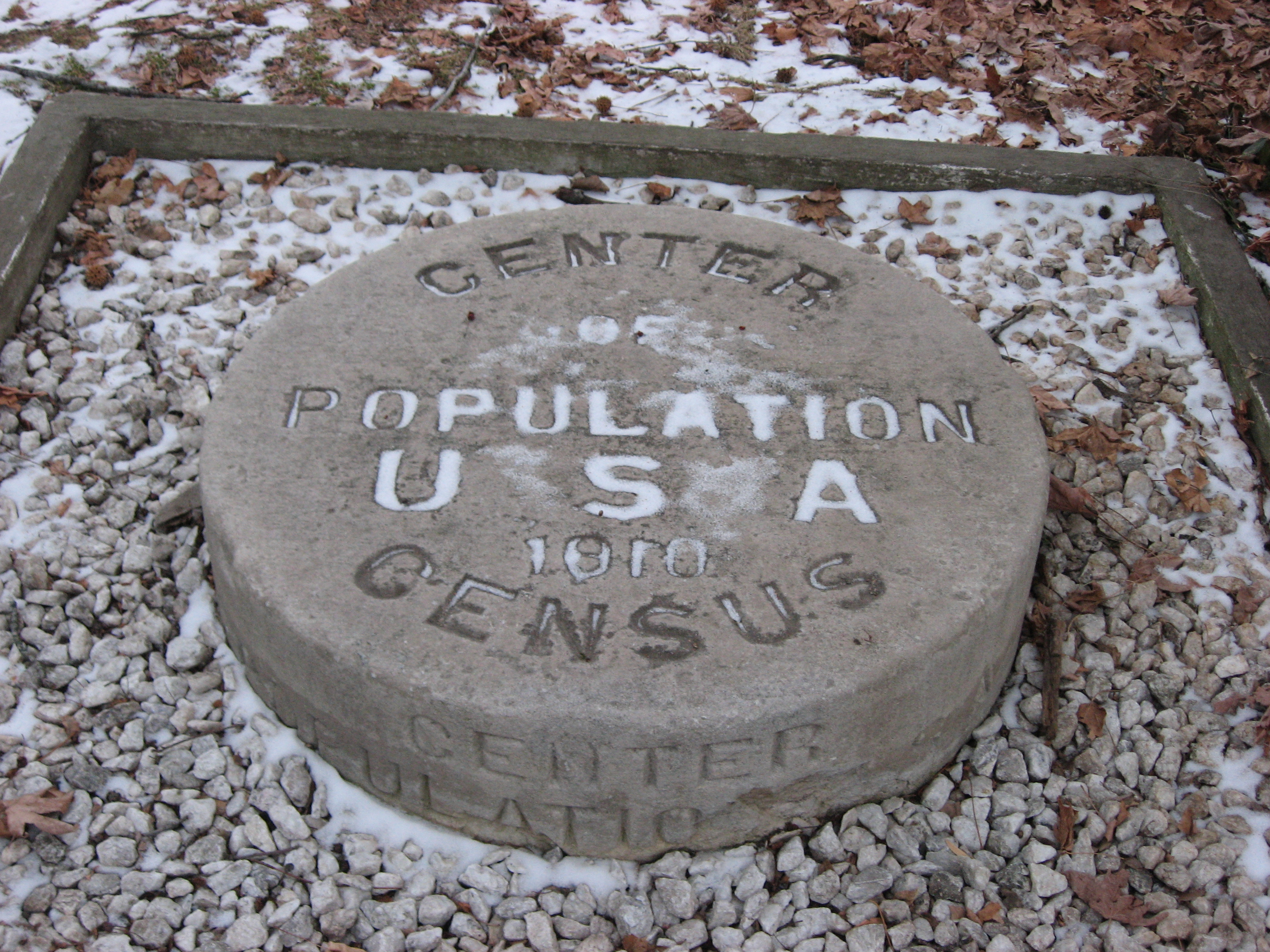
1910年のアメリカ合衆国人口重心標（インディアナ州モンロー郡庁）

2010年の国勢調査では、アメリカ合衆国の人口重心はミズーリ州テキサス郡プレイトーにある。
1990年の国勢調査では、アメリカ合衆国の人口重心はミズーリ州クローフォード郡であった。
アメリカ合衆国の人口重心は徐々に西進している。1790–1800年には東部のメリーランド州にあったが、1810年にはヴァージニア州、1820–1850年にはウェストヴァージニア州、1860–1870年にはオハイオ州、1880年にはケンタッキー州、1890–1940年にはインディアナ州、1950–1970年にはイリノイ州にあり、ミシシッピ川を越えミズーリ州に入ったのは1980年からである。

### ロシア
ロシアの人口重心は、工業生産・商業の重心とともにモスクワより東にあり、いずれもウファの付近を移動している。1959年から1989年にかけては東に移動していたが、1989年から2002年の間には西に戻っている。

## 中央値中心
緯度と経度のそれぞれについて、人口分布の中央値となる点を、中央値中心 (median center) という。その地を通る経線より西の人口、東の人口、その地を通る緯線より北の人口、南の人口は、全て等しい。

### 日本の中央値中心
日本の中央値中心は、2005年時点、長野県南部の飯田市付近である。人口重心より東にずれているのは、人口分布の東西非対称による。